# نقنج (ألقورات)
نقنج (بالفارسية: نقنج) هي مستوطنة تقع في إيران في قسم ألقورات الريفي. يقدر عدد سكانها بـ 562 نسمة .